# Bela Andrasi
Bela Andrasi (n. 9 martie 1961, Lupeni, Hunedoara, România) este un compozitor, chitarist si cântăreț român de muzică ușoară, rock și romanțe.

## Educație
În perioada 1975-1980, a urmat cursurile Școlii Populare de Artă din Lupeni - secția Acordeon, după metoda Mișu Iancu. A făcut parte din mai multe trupe din zonă (Valea Jiului), precum Meteor, NBN, Salt, Color.

## Carieră artistică
În 2019, a început o colaborare cu cântăreața și textiera Camelia Florescu. Din 2019, până în prezent, echipa Bela Andrasi (compozitor)/Camelia Florescu (textier) au lansat în jur de 40 de piese.
În noiembrie 2019, a debutat discografic, cu două compoziții, pe albumul Cameliei Florescu, „Nu-s o fată ca oricare”, apărut la Casa de Discuri Eurostar.
În martie 2023, la Casa de Discuri Eurostar, a lansat primul album de autor Viața bate filmul. Cu excepția unei singure piese, toate textele de pe album sunt semnate de Camelia Florescu. Aranjamentul muzical aparține lui Jimi El Laco. Cele 17 piese incluse pe acest album de autor sunt interpretate de Camelia Florescu și Bela Andrasi, dar și de câțiva cântăreți de muzică pop/ușoară, precum Robert George, tenorul Sorin Lupu (în duet cu Bela Andrasi), Ina Sturza (Republica Moldova), Denis Ștefănescu. De asemenea, pe album sunt prezente două importante cântărețe ale muzicii ușoare/pop românești: Silvia Dumitrescu („Cânt și iubesc”, pe versurile Silviei Dumitrescu) și Carmen Rădulescu („Locuiesc într-un vis”).

## Premii
Începând cu 2020, a participat la numeroase festivaluri de muzică ușoară. La Festivalul Național de Interpretare și Creație „Mamaia Copiilor”, la ediția din 2020, a fost distins cu Premiul II la secțiunea Creație-Școlari cu „Nu mai este timp”, pe versurile Cameliei Florescu și interpretată de Teona Răcheriu, iar la ediția din 2021 cu Premiul I, la aceeași secțiune, cu „Sus pe val”, pe versurile Cameliei Florescu și interpretată tot de Teona Răchieru. La Festivalul Internațional pentru Copii „Volare” din Piatra Neamț, la ediția din 2020, a fost distins cu Premiul I la secțiunea Creație-Adolescenți și tineri, pentru „Teoneria”, pe versurile Cameliei Florescu și interpretată de Teona Răchieru, apoi, la ediția din 2023, la aceeași secțiune, din nou Premiul I, cu „Șapte note muzicale”, pe versurile Cameliei Florescu și interpretată de Anemona Andreea Lazăr. La Festivalul Național de Romanțe „Crizantema de Aur”, a participat la secțiunea Creație, la edițiile 2020, 2021 și 2022. La ediția din 2021, a primit Premiul Special „Cetatea Romanței” pentru „O mie de cuvinte”, pe versurile Cameliei Florescu și interpretată de Alina Huțu. În 2023, la Festivalul–Concurs Internațional de Creație și Interpretare a Romanței „Crizantema de Argint” de la Chișinău (Republica Moldova), a primit Premiul Special al Uniunii Muzicienilor din Republica Moldova pentru „Doi cocori”, pe versurile Cameliei Florescu și interpretată de Cristina Beldan Moșuțan.